# Damernas dubbelsculler i rodd vid olympiska sommarspelen 1984
Damernas dubbelsculler i rodd vid olympiska sommarspelen 1984 avgjordes mellan den 30 och 4 augusti 1984.

## Medaljörer
| Gren          | Guld                                        | Silver                                        | Brons                                    |
| Dubbelsculler | Mariora Popescu och Elisabeta Oleniuc (ROM) | Greet Hellemans och Nicolette Hellemans (NED) | Daniele Laumann och Silken Laumann (CAN) |

## Resultat

### Final
| Placering | Roddare                                 | Land          | Tid     |
| --------- | --------------------------------------- | ------------- | ------- |
| 1         | Mariora Popescu och Elisabeta Oleniuc   | Rumänien      | 3:26,75 |
| 2         | Greet Hellemans och Nicolette Hellemans | Nederländerna | 3:29,13 |
| 3         | Daniele Laumann och Silken Laumann      | Kanada        | 3:29,82 |
| 4         | Carina Gustavsson och Marie Carlsson    | Sverige       | 3:30,79 |
| 5         | Haldis Lenes och Solfrid Johansen       | Norge         | 3:32,09 |
| 6         | Cathy Thaxton-Tippett och Judy Geer     | USA           | 3:32,33 |